# Valderrodrigo (kommunhuvudort)
Valderrodrigo är en kommunhuvudort i Spanien.   Den ligger i provinsen Provincia de Salamanca och regionen Kastilien och Leon, i den nordvästra delen av landet, 250 km väster om huvudstaden Madrid. Valderrodrigo ligger 734 meter över havet och antalet invånare är 173.
Terrängen runt Valderrodrigo är platt, och sluttar västerut. Runt Valderrodrigo är det glesbefolkat, med 15 invånare per kvadratkilometer. Närmaste större samhälle är Vitigudino, 8,8 km sydost om Valderrodrigo. Trakten runt Valderrodrigo består i huvudsak av gräsmarker.